# Notre-Dame de la Croisette
Pour plus de détails, voir Fiche technique et Distribution.
Notre-Dame de la Croisette est un téléfilm suisse réalisé en 1981 par Daniel Schmid et sorti en 1983.

## Fiche technique
- Titre : Notre-Dame de la Croisette
- Réalisation : Daniel Schmid
- Scénario : Daniel Schmid
- Photographie : Renato Berta
- Décors : Raúl Gimenez
- Son : Luc Yersin
- Production : Pic Film - RTSI
- Pays :  Suisse
- Durée : 53 minutes
- Date de sortie : France - 23 février 1983

## Distribution
- Bulle Ogier : Mademoiselle Betty

## Sélection
- Festival international du film de La Rochelle 2006 (hommage à Bulle Ogier)[1]